# Испытательный срок (фильм, 1978)
«Испытательный срок» — кинофильм. Экранизация произведения, автор которого — Эдвард Банкер.

## Сюжет
Уголовник Макс Дембо вышел на свободу после семи лет тюрьмы. Он находится под присмотром инспектора по надзору за освобождёнными преступниками. Между ними происходит конфликт и Макс, не желая терять чувство собственного достоинства, вынужден возвратиться в преступный мир.

## В ролях
- Дастин Хоффман — Макс Дембо
- Тереза Расселл — Дженни Мерсер
- Гэри Бьюзи — Уилли Дарин
- Гарри Дин Стэнтон — Джерри Ши
- Майкл Эммет Уолш — Эрл Фэнк
- Рита Таггарт — Кэрол Шу
- Кэти Бейтс — Селма Дарин
- Сэнди Барон — Мэнни
- Джейк Бьюзи — Генри Дарин

## Интересные факты
Гэри Бьюзи и Джейк Бьюзи, сыгравшие в фильме отца и сына Дарин, в реальной жизни состоят в такой же родственной связи.